# 75

## Decese
- dată necunoscută: Heron din Alexandria a fost un matematician, enciclopedist si inginer grec (n. 10)
- 5 septembrie: Ming di împărat (n. 28)